# زهدي العدوى
زهدى العدوى (6 يوليو 1917 - 20 يوليو 1994) هو نحات ورسام كاريكاتير مصري.

## حياته ونشأته
طه إبراهيم العدوى ولد بمنيا القمح أحد قري مديرية الشرقية في 6 يوليو 1917، وتوفي بالقاهرة 20 يوليو 1994.
994، التحق بمدرسة الفنون الجميلة العليا عام 1937 بالقاهرة وتخرج منها من قسم النحت عام 1942 .

## مسيرته
- كان والد زهدي العدوي يمتلك استوديو للتصوير في مدينة الزقازيق وكان زهدي يمضي أوقاتًا طويلة يقلب في مجلدات الصور يتأمل الوجوه والملامح. ومن العجيب أن الصور الفوتوغرافية لم تشد انتباهه بقدر ما شدت انتباهه الرسوم الكاريكاتورية التي كان يراها الصبي الصغير في مجلة الكشكول، ومجلة خيال الظل. فقد لاحظ أن ملامح سعد زغلول التي كان يرسمها الفنان رفقي أكثر إقناعا في التعبير عن شخصيته من الصور الفوتوغرافية. وهكذا أحب الرسم وبدأ يزاوله وفي عام 1933 جاء إلى القاهرة بمفرده وقتها كان طالبا في الكفاءة، لكنه آثر أن يترك دراسته لكي يأتي للقاهرة.[5]

- تعرف زهدي على صلاح حافظ وبعض من جماعة حدتو، وأثمر هذا التعاون قبيل ثورة يوليو على كتاب مشترك بين زهدي وصلاح حافظ بعنوان “بعد المعركة”. وقد نشر عن طريق “دار الفن الحديث” الذي أسسته منظمة حدتو عام 1950. والكتاب يستعرض بالكلمة والرسم تاريخ مصر وكفاح الشعب المصري منذ عهد محمد علي حتى الملك فاروق.[6]

وفي يوم 26 يناير سنة 1952 كانت المطبعة تدور محتضنة صفحات هذا الكتاب ثم فجأة اندلعت في القاهرة النيران. وأعلنت الأحكام العرفية فامتدت مخالب الرقابة إلى دار الفن الحديث ومزقت الصفحات التي تم طبعها. واضطر الكتاب أن ينام برغم أنفه معتقلا ستة أشهر، حتى جاءت ثورة يوليو وأصبح في استطاعة صفحاته أن تخرج مرة أخرى للناس. وكان العزاء الوحيد عن شهور سجن الكتاب هو أنه استطاع أن يضيف إلى صفحاته مشاهد جديدة من 26 يناير حتى 26 يوليو.

###### بعد الثورة والسجن
عمل زهدي في مجلة الغد عام 1953 وهي تجربة رائدة بعد الثورة أسسها حسن فؤاد وعمره لم يتجاوز 25 عاما. وجعل شعارها “الفن في سبيل الحياة”. وبرغم قصر مدة التجربة التي لم تتجاوز الثلاثة أعداد ثم أغلقت، إلا أنها تركت بصمة واضحة في الحياة الثقافية وقتها. فقد كتب فيها حسن فؤاد وعبدالرحمن الشرقاوي وصلاح حافظ ولطفي الخولي وأحمد بهاء الدين ويوسف إدريس وفتحي غانم وكامل الشناوي وثروت عكاشة وعبدالقادر التلمساني ورخا وغيرهم. وكان للفنان زهدي بابا بعنوان “مجلة كاريكاتير” وتعاون مع بيرم التونسي في النشر  فقد كان يترجم أزجال بيرم إلى رسومات.
- عمل في (27) مجلة وجريدة منها مجلة غريب ثم مجلة الشعلة ثم مجلة الاخوان المسلمين ومجلة الاثنين ثم دار الهلال ثم جريدة الاساس والاسبوع والوفد المصرى ثم صوت الامة والكتلة والدستور ونداء الحرية وجريدة الزمان ثم الجمهور المصرى والكاتب والملايين ثم مجلة روزاليوسف ومجلة الكاريكاتير ومجلة صباح الخير.
- أول رسام اقام معرضاً خاصاً للكاريكاتير في مصر يوم 22 أبريل 1948 تحت رعاية إبراهيم دسوقى أباظة باشا .
- قام بنحت العديد من التماثيل لأصدقائه ولبعض الشخصيات العامة منها: تمثال للزعيم جمال عبد الناصر والموسيقار زكريا أحمد والسيدة روزاليوسف . -
- أول من صمم تيتر في مصر لفيلم صغيرة على الحب واشترك مع مخرج الأفلام التسجيلية عبد القادر التلمسانى في إعداد رسوم خاصة بأربعة افلام عن قصص القرآن الكريم للأطفال وهى أفلام آدم وحواء وأهل الكهف وأصحاب الأخدود وأصحاب الفيل ).[9]

## جوائز
- الجائزة الاولى والثانية في مسابقة لوريل وهاردى وروبرت مونتجمرى.